# Куп СФР Југославије у рагбију 1984.
Куп СФР Југославије у рагбију 1984. је било 25. издање Купа комунистичке Југославије у рагбију. Играло се по правилима рагбија 15. 
Трофеј је освојила Нада.
Финале
| Рагби клуб Нада Сплит | 25 – 7 | Рагби клуб Челик |
| --------------------- | ------ | ---------------- |
|                       |        |                  |

| Освајач купа Југославије у рагбију 1984. |
| ---------------------------------------- |
| Рагби клуб Нада Сплит 6. трофеј          |